# Empedomorpha
Empedomorpha es un género de dípteros nematóceros perteneciente a la familia Limoniidae. Se distribuye por Norteamérica.

## Especies
- Contiene las siguientes especies:
- E. apacheana (Alexander, 1946)
- E. empedoides (Alexander, 1916)